# Elías Ricardo Figueroa
Elías Ricardo Figueroa Brander va ser un destacat futbolista xilè dels anys 70.

## Biografia
Va néixer a Valparaíso el 25 d'octubre del 1946. Destacà com a defensa central als clubs CA Peñarol de l'Uruguai i SC Internacional de Brasil. És considerat com un dels millors defenses del seu temps i el millor futbolista xilè de la història.
Als vuit anys va ingressar a l'Alto Florida, un club del barri homònim de Quilpué. Amb 14 anys, el 1961, va defensar el Deportivo Liceo de la mateixa ciutat. Un any més tard, gràcies a contactes del seu pare Gonzalo amb l'ajudant tècnic del Wanderers, Víctor Parra, aconsegueix una prova a l'esmentat club, on acabà ingressant.
Unión La Calera va aconseguir el seu préstec per una temporada, debutant per primer cop en un primer equip el dia 26 d'abril de 1964 (La Calera 0-1 Green Cross). Elías va retornar el 1965 a Wanderers amb 18 anys, un vicecampionat sud-americà juvenil (Colòmbia 1964) i una trentena de partits a primera divisió al seu currículum. Titular indiscutible al seu club, l'any 1966 disputà la Copa del Món d'Anglaterra.
El 1967 fitxà pel CA Peñarol de l'Uruguai. Figueroa va defensar durant cinc anys els colors del club on fou nomenat millor jugador del campionat en tres oportunitats. El club uruguaià va començar a tenir dificultats econòmiques, i molts jugadors van emigrar a l'estranger, inclòs Elías Figueroa. El 1971 marxà a Porto Alegre, on defensaria a l'Sport Club Internacional. Amb Figueroa al capdavant, el club va obtenir el brasileirão el 1975 i 1976 i Elías fou nomenat millor jugador del campionat el 1975, i millor jugador d'Amèrica el 1974, 1975 i 1976, premis atorgats pels vots dels periodistes esportius de tot el continent per mitjà del diari "El Mundo" de Caracas.
L'any 1977, Figueroa torna al futbol xilè per jugar al Palestino, un club modest al que Elías va fer gran. Els àrabs van guanyar la Copa de Xile de 1977 i l'any següent el campionat xilè de futbol. El 1981 decidí acceptar una bona oferta econòmica i fitxà pels Fort Lauderdale Strikers de Florida on arribà a les semifinals de la North American Soccer League (NASL). L'aventura nord-americana només va durar una temporada i retornà al seu país per a jugar al Colo-Colo. Després d'un fluix mundial, el 1982, debutà al setembre amb el nou club, al qual donà per acabada la seva trajectòria futbolística l'1 de gener de 1983 amb el partit Colo-Colo 2 – Universidad de Chile 2. L'1 de març de 1984 es disputà un partit de comiat pel jugador on un combinat xilè empatà a dos amb un combinat de la resta del món.
Amb la selecció xilena debutà el 1964 i es retirà el 1982, disputant tres Mundials, el 1966, 1974 i 1982.

## Trajectòria esportiva
- Unión La Calera : 1964
- Santiago Wanderers : 1965-1966
- CA Peñarol : 1967-1971
- SC Internacional : 1971-1976
- Club Deportivo Palestino : 1977-1980
- Fort Lauderdale Strikers : 1981
- Colo-Colo  1982

## Palmarès
- 2 Campionat uruguaià de futbol: 1967, 1968
- 2 Campionat brasiler de futbol: 1975, 1976
- 1 Campionat xilè de futbol: 1978
- 5 Campionat gaúcho: 1972, 1973, 1974, 1975, 1976
- 1 Copa xilena de futbol: 1977
- 1 Supercopa de clubs campions intercontinentals: (1969)

## Distincions individuals
- Millor jugador del món per la FIFA (1975-1976)[3][4][5]
- Millor jugador d'Amèrica - Diari El Mundo de Caracas (1974-1975-1976)
- Millor jugador del campionat uruguaià (1967-1968-1971)
- Millor jugador del campionat brasiler - Revista Placar (1976)
- Millor defensa del campionat brasiler - Revista Placar (1972-1974-1975-1976)
- Millor jugador del campionat xilè (1978)
- Millor dels Millors - Círculo de Periodistas Deportivos de Chile (1981)
- Millor futbolista de la història - Círculo de Periodistas Deportivos de Chile (1999)